# Ciflutrina
Ciflutrina és una substància activa que forma part de diversos productes fitosanitaris i plaguicides, donada la seva activitat insecticida, i pertany a la família química dels piretroides sintètics.

## Reglamentació
A la Unió Europea la substància activa s'inclou en l'annex I de la Directiva Europea 91/414/CEE i la Directiva 2003/31/CE, sobre biocides.

## Caracterització fisicoquímica
Les característiques físico-químiques, la magnitud s'indica a continuació, influeixen en el risc de transferència de la substància activa en les aigües, i el risc de contaminació de l'aigua:
- Hidròlisi a pH 7: inestable.
- Solubilitat: 0,002 mg / l,
- Coeficient de partició carboni orgànic-aigua: 100.000 cm ³ / g. Aquest paràmetre és el potencial de retenció de la substància activa en la matèria orgànica del sòl. La mobilitat de l'ingredient actiu es redueix a l'absorció a les partícules en el sòl. Durada de vida mitjana: 30 dies. Aquest paràmetre representa el potencial d'aquesta substància activa, i la seva velocitat de degradació en el sòl.
- Coeficient de partició octanol-aigua: 6. Aquest paràmetre, denota log Kow o log P, el mesurament de la hidròfils (valors baixos) o lipofilia (valors alts) de la substància activa.

## Ecotoxicologia
En termes d'ecotoxicitat s'han determinat les següents dosis letals 50:
- DL50 en peixos: 2·10-4 mg / l,
- DL50 en Daphnia: 10-4 mg / l,
- DL50 sobre les algues: > a 9 mg / l.

## Toxicitat en persones
En termes de toxicitat en persones, la ingesta diària admissible (IDA) és de l'ordre de 0,2 mg / kg / dia.